# Damásd vára
Damásd vára egy középkori eredetű vár romja, Ipolydamásd község határában. Nem tévesztendő össze a Márianosztra közelében lévő Ódamásd várával (Zuvár).

## A vár története
Pontos építési ideje nem ismert, de a romok között 12. századi edénytöredékeket is találtak. Első említése 1361-ből való, akkori várnagyának neve Búza Balázs. Mivel nehezen védhető volt, elsősorban királyi vadászkastélynak, valamint az Ipoly menti út ellenőrzésére és megfigyelésére használták. Csere- és zálogügyletek miatt többször gazdát cserélt. A törökök 1544-ben foglalták el. 1595-ben többszöri próbálkozás után tőlük visszafoglalták, majd lassan újra felépítették és katonasággal látták el és megkapta a harmincad szedés feladatát. 1626-ban a törökök ismét elfoglalták. Noha egy békeszerződés értelmében kivonultak, a következő években folyamatosan rettegésben tartották a környék lakosságát. 1641-ben a várkapitány távollétét kihasználva egy váratlan akcióval újra elfoglalták, de a szőnyi békeszerződés értelmében ismét ki kellett vonulniuk. Ez alkalommal a várat felgyújtották, ami a falakat leszámítva porig égett. A vár katonai szerepe ezzel befejeződött. A törökök távozása után felmerült a vár ismételt felépítése, de ez sosem valósult meg, a köveket lassan széthordták.

## A vár elhelyezkedése és felkeresése
A vár az Ipolydamásdról Balassagyarmat felé vezető országút mentén található, közvetlenül a község utolsó háza után, egy kisebb dombon. Pontos helyét az országút szélére lerakott kockakő-sáv jelzi. Noha igen könnyen megközelíthető, táblák híján és a növényzet miatt hosszú ideig nehezen észrevehető volt. 2013‑14-ben a várnál ismertető táblákat, piknikpadot helyeztek el, valamint a túlburjánzott növényzet egy részét eltávolították. A nagymértékben lepusztult romok nem túl látványosak.